# Hienadzij Blizniuk
Hienadzij Piatrowicz Blizniuk (biał. Генадзій Пятровіч Блізнюк; ros. Геннадий Петрович Близнюк, Giennadij Pietrowicz Blizniuk, ur. 30 lipca 1980 w Swietłahorsku, Białoruska SRR) – białoruski piłkarz grający na pozycji napastnika w drużynie BATE Borysów, reprezentant Białorusi.

## Kariera klubowa
Karierę młodzieżową rozpoczął w Energii Żłobin, potem przeniósł się do Kommunalnika Swietłahorsk. W 1999 zasilił szeregi FK Homel. Przez 5 i pół roku w 126 meczach ligowych zdobył 45 bramek. Zadebiutował też w europejskich pucharach. W sezonie 1999/2000 zagrał 2 mecze w Pucharze Intertoto. W sezonie 2002/2003 występował w Pucharze UEFA, a dwa sezony później zadebiutował w eliminacjach Ligi Mistrzów.
Przez rok występował w Rosyjskiej Pierwszej Dywizji w barwach Sokoła Saratów. W połowie sezonu 2005 wrócił na Białoruś.
Od 2005 występuje w barwach BATE Borysów. Z tą drużyną osiągnął największy sukces - awans do fazy grupowej Ligi Mistrzów w sezonie 2008/2009.

## Kariera reprezentacyjna
W reprezentacji Białorusi zadebiutował w 2004. Dotąd rozegrał 8 spotkań i strzelił 1 bramkę. Wcześniej (w latach 2000–2001) grywał w młodzieżowej kadrze U-21. W 5 meczach zdobył 1 gola.

## Sukcesy i trofea
- Mistrzostwo Białorusi w 2003 z FK Homel, w 2006 i 2007 z BATE
- Puchar Białorusi w 2002 z FK Homel, w 2006 z BATE
- Awans do fazy grupowej Ligi Mistrzów w sezonie 2008/2009 z BATE